# Aloe pavelkae
Aloe pavelkae là một loài thực vật có hoa trong họ Măng tây. Loài này được van Jaarsv., Swanepoel, A.E.van Wyk & Lavranos mô tả khoa học đầu tiên năm 2007.